# Петур Петурссон
Заголовок цієї статті — це ісландське ім'я, де Петур — особове ім'я, а Петурссон — ім'я по батькові. 
Петур Петурссон (ісл. Pétur Pétursson, нар. 27 червня 1959, Акранес) — ісландський футболіст, що грав на позиції нападника за ісландські, нідерландські, бельгійські та іспанські клубні команди, а також за національну збірну Ісландії.

## Клубна кар'єра
У дорослому футболі дебютував 1976 року виступами за команду «Акранес», в якій провів два сезони, взявши участь у 49 матчах чемпіонату. 1977 року допоміг команді стати чемпіоном країни, ставши найкращим бомбардиром турніру з 16 забитими голами. Наступного року підвищив особисту результативність, відзначившись 19 разів у матчах ісландської першості, знову ставши її найкращим голеодором.
Восени того ж 1978 року забивного ісландця до свої лав запросив нідерландський «Феєнорд», де Петурссон отримав регулярне місце в основному складі і продовжив багато забивати, зокрема у сезоні 1979/80 відзначився 23-ма голами у 33 матчах Ередивізі. Того ж сезону виборов у складі «Феєнорда» титул володаря Кубка Нідерландів.
Проте вже у сезоні 1980/81 ігровий час ісландця у нідерландській команді суттєво скоротився, і по його завершенні він залишив «Феєнорд». Протягом 1981–1984 років грав у Бельгії, де захищав кольори «Андерлехта» та «Антверпена», в обох командах був основним нападником, проте високої результативності вже не демонстрував.
Сезон 1984/85 знову провів у «Феєнорді», після чого протягом сезону захищав кольори аутсайдера іспанської Ла-Ліги «Еркулеса», а 1986 року повернувся до рідного «Акранеса».
Завершував ігрову кар'єру на батьківщині в команді «КР Рейк'явік», за яку виступав протягом 1987—1991 років.

## Виступи за збірну
1978 року дебютував в офіційних матчах у складі національної збірної Ісландії.
Загалом протягом кар'єри у національній команді, яка тривала 13 років, провів у її формі 41 матч, забивши 11 голів.

## Кар'єра тренера
Перший досвід тренерської роботи отримав у клубі «Кеплавік», з командою якого працював у 1994–1995 роках.
2000 року поновив тренерську кар'єру, очоливши команду «КР Рейк'явік», яку відразу ж привів до перемогу у національній першості Ісландії. Згодом працював ще з декількома клубними командами, а у 2007–2011 паралельно входив до тренерського штабу збірної Ісландії, де асистував Олафуру Йоганнессону.
2018 року очолив тренерський штаб жіночої команди клубу «Валюр».

## Титули і досягнення

### Як гравця
- Чемпіон Ісландії (1):

«Акранес»: 1977
- Володар Кубка Нідерландів (1):

«Феєнорд»: 1979-1980

### Як тренера
- Чемпіон Ісландії (1):

«КР Рейк'явік»: 2000

### Особисті
- Найкращий бомбардир чемпіонату Ісландії (2):

1977 (16 голів), 1978 (19 голів)